# Tychius junceus
Tychius junceus är en skalbaggsart som först beskrevs av Gottfried Christian Reich 1797.  Tychius junceus ingår i släktet Tychius, och familjen vivlar. Arten är reproducerande i Sverige.